# Tetragnatha necatoria
Tetragnatha necatoria este o specie de păianjeni din genul Tetragnatha, familia Tetragnathidae, descrisă de Tullgren, 1910. Conform Catalogue of Life specia Tetragnatha necatoria nu are subspecii cunoscute.